# Chlamydopsis inaequalis
Chlamydopsis inaequalis är en skalbaggsart som beskrevs av Blackburn 1891. Chlamydopsis inaequalis ingår i släktet Chlamydopsis och familjen stumpbaggar. Inga underarter finns listade i Catalogue of Life.